# Нухи
Нухи (яп. 奴婢, «рабы и рабыни») — группа зависимого населения в японском «правовом государстве» VII—XI веков. Принадлежала к категории «подлых людей». В европейском японоведении чаще переводится как «рабы». Знаком «ну» обозначали рабов мужского пола, а знаком «хи» — женского.
Существовали государственные (яп. 公奴婢 кунухи) и правительственные (яп. 官奴婢 каннухи) рабы, а также частные нухи (яп. 私奴婢 синухи). Они считались собственностью хозяина, от которого зависели, и были объектом купли, продажи или дарения. Обычно нухи исполняли функции домашней прислуги, уборщиков или прачек. В отличие от рабов античного мира Греции и Рима они не составляли основную производственную силу общества.